# Dawn of Man
Dawn of Man («Рассвет человечества») — компьютерная игра в жанре градостроительного симулятора и симулятора выживания, разработанная компанией Madruga Works. Бета-версия игры вышла 17 октября 2018 года, финальный релиз состоялся 1 марта 2019 на платформе Steam.

## Игровой процесс
В процессе геймплея игрок управляет группой первобытных людей, которые пытаются обустроить поселение и обеспечить своё выживание. Игра начинается около 12 000 лет назад, в каменном веке, и заканчивается в конце железного века, около 2000 лет назад. Игроку предстоит управлять добычей еды (через собирательство и охоту, а позднее — через земледелие и уход за одомашненными животными), воды, строительных ресурсов, созданием одежды, орудий труда и различных построек. Имеется система исследования новых технологий (создание новых инструментов и построек, одомашнивание растений и животных и т.д.) за «очки достижений». Периодически поселенцы будут сталкиваться со стихийными бедствиями, атаками диких животных и набегами других племён.

## Отзывы
На сайте-агрегаторе Metacritic рейтинг игры составляет 74 из 100 на основании 9 рецензий критиков.